# FV101蝎式
FV101蝎式是一款英国装甲侦察车，也是一款轻型坦克或小坦克。它在战斗侦察车（履带式）（CVR(T)）的七辆装甲车系列中位居首位，同时也是一款火力支援车。由阿尔维斯汽车和工程公司制造，于1973年在英国陆军服役，并于1994年退役。生产了3000多辆，用作侦察车或轻型坦克。
它保持着速度最快的量产坦克的吉尼斯世界纪录。2002年1月26日，一辆军刀在萨里郡切特西的QinetiQ车辆测试跑道上创下了82.23公里/时的记录。

## 历史
战斗侦察车（履带式）系列车辆来自英国陆军对装甲战车的需求，这种车应当可以快速空运到目标地点。在设想中，装甲侦察车应该携带一门火炮和一架反坦克导弹发射器，但不可能设计出符合规格的空降战车。由于尺寸和重量的限制，车体采用铝合金，并采用改装的汽车发动机提供动力。反坦克能力被赋予了专用车辆打击者，而后来的蝎式则搭载76毫米炮担任火力支援角色。
1967年，阿尔维斯获得生产30辆CVR(T)原型车的合同。P1-P17车辆（蝎式原型车）在预算范围内按时交付。经过在挪威、澳大利亚、阿布扎比和加拿大进行广泛的冷热天气试验后，蝎式于1970年5月被英国陆军接受，合同数量为275辆，后来增加到313辆。第一批量产车于1972年完成，第一个装备蝎式的英国军团是1973年的蓝军和皇家骑兵团。
阿尔维斯为英国陆军、皇家空军地面团和出口市场制造了3000多辆蝎式。所有CVR(T)车辆均可空运；洛克希德C-130海格力斯可以携带两辆蝎式。CVR(T)项目的另一个要求是低地面压力，类似于士兵步行时的压力；这对福克兰战争的沼泽地况很有利。

### 武装

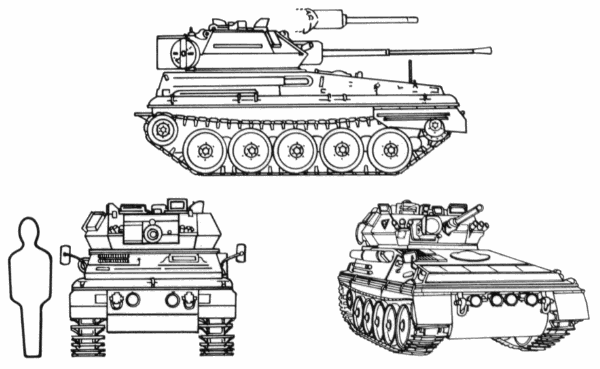
美国陆军野战手册中的蝎式/弯刀。

蝎式装备有低速76毫米L23A1线膛炮，可以发射高爆弹、HESH、烟雾弹和罐弹。弹药架可容纳40或42发炮弹。还安装了一门7.62毫米同轴L7 GPMG（携带3000发子弹），以及两个多管烟雾弹发射器，炮塔两侧各一个。主炮俯仰角是-10~35度；炮塔可360度旋转。然而，炮塔的转动方式只有手动，这是一种节省成本的功能，使得炮塔相对于其他同类车辆的转动相对缓慢且费力。后来这挺炮令人不满，因为英国皇家空军的测试表明，缺乏排烟系统导致有毒烟雾进入车舱，危及车组人员的健康。

### 发动机
最初使用的发动机是捷豹J60 Mk 100b 4.2L汽油发动机，后来被康明斯或珀金斯发动机柴油发动机取代。最高速度约为80公里/时，可以在16秒内从静止加速到48公里/时。水上最大速度（展开漂浮筛）为5.8公里/时。

### 装甲
FV101是一种非常轻的装甲车，重量仅为8吨。这意味着必须在保护方面做出一些妥协。该车有12.7毫米的倾斜铝合金装甲，平均有效厚度为25毫米。
FV101具有针对炮弹碎片和7.62毫米子弹的全方位防护，并且倾斜的正面大弧的设计可抵挡从200m处发射的14.5毫米子弹。经过时间和环境的影响，最初制造的铝合金装甲失败了。应力腐蚀开裂严重影响了所有早期的原型车。

### 其他系统
该车配备了核生化防护系统、炮手和驾驶员的图像增强瞄准器以及浮动屏幕。还提供了一个内部水箱和一个用于煮水和加热水的车载电热器。

## 服役记录
比利时、博茨瓦纳、文莱、智利、洪都拉斯、伊朗、印度尼西亚、爱尔兰、约旦、马来西亚、新西兰、尼日利亚、阿曼、菲律宾、西班牙、坦桑尼亚、泰国、多哥、美国、阿联酋和委内瑞拉的武装部队曾经或正在使用蝎式。2003年的类似行动使用了当时流行的弯刀。

### 战斗记录

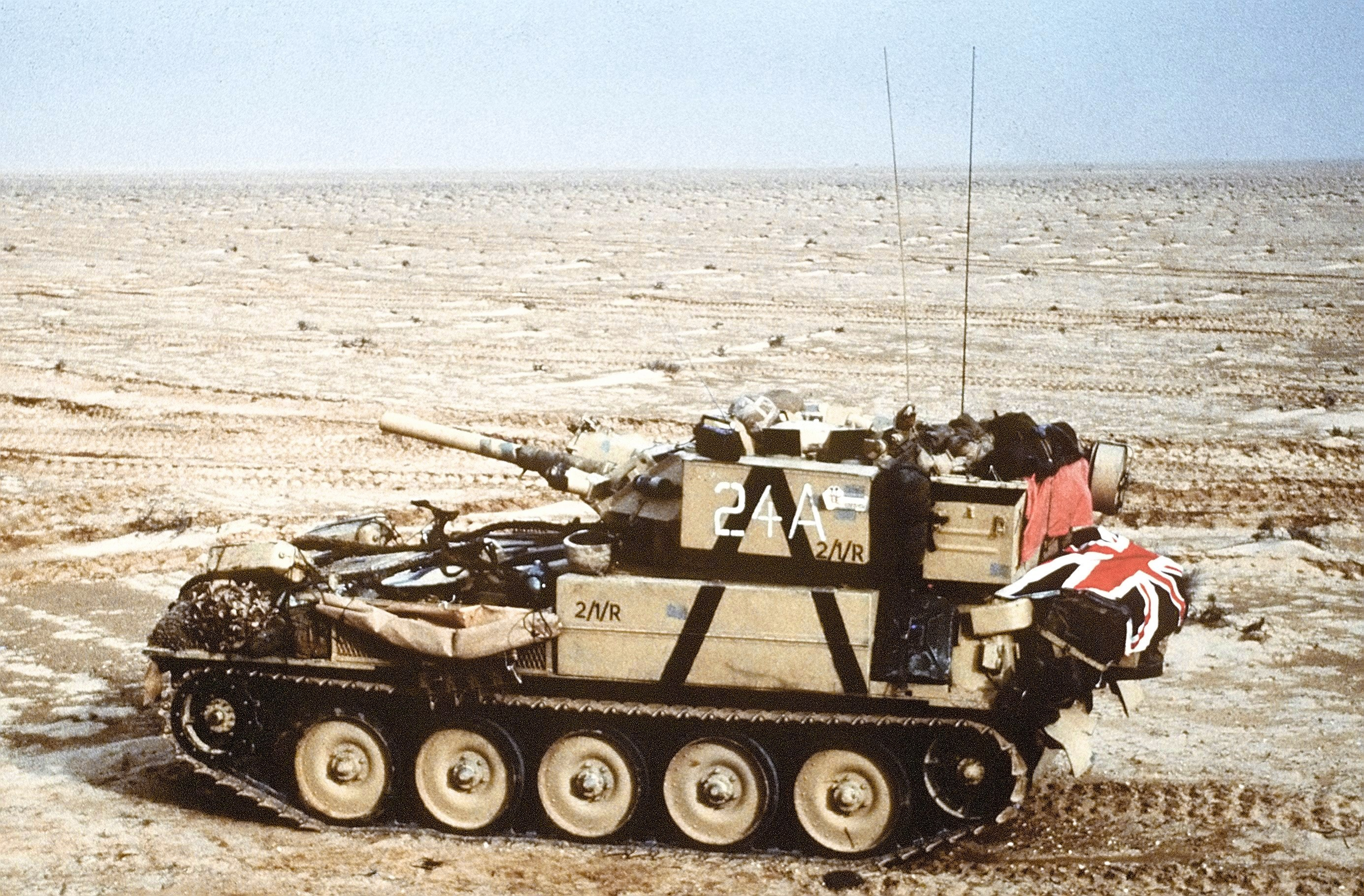
第一次海湾战争期间，蝎式穿越沙漠。

1974年土耳其入侵塞浦路斯期间，B中队、皇家蓝色骑兵团被空运并部署到阿克罗蒂里和泽凯利亚。
B中队的两支部队、皇家蓝色骑兵团参加了福克兰战争。其中一支部队配备了四辆蝎式，另一支部队配备了四辆FV107弯刀。这些是英国陆军在冲突期间唯一使用的装甲车。蝎式还参加了海湾战争。第16/第5女王皇家枪骑兵团使用CVR(T)系列的所有型号参与了第一次海湾战争（格兰比行动），作为英国派驻伊拉克的先头部队执行部队侦察任务，在其他官方绿军部队的前方作战。第1女王龙骑兵卫队的一个装甲团有32辆，每个团的近距离侦察部队各有8辆。它们还被隶属于英国第一师的英国皇家空军团第一中队使用。

### 外国用户
一些小型军队，如博茨瓦纳国防军，以及一些较大的军队，如伊朗陆军和尼日利亚陆军，继续使用蝎式坦克，在某些情况下还配备了90毫米科克里尔坦克炮。
伊朗军队在两伊战争中使用了蝎式坦克，并取得了不同程度的成功。战争初期，伊朗人利用蝎式的“精准火力”（与眼镜蛇攻击直升机一起）阻止了伊拉克第2步兵师对伊拉姆市的攻势。然而，事实证明蝎式在面对伊拉克第9装甲师：
第二支[伊拉克]纵队冲向苏桑盖尔德，没有遇到任何抵抗就穿过了苏桑盖尔德，这座城市显然已经毫无防御能力。纵队继续向哈米迪耶方向前进。它与[伊朗]第92装甲师的侦察团发生接触，该团对其进行了有效的纵深防御。然而面对伊拉克的压力，伊朗人最终不得不屈服。他们的蝎式坦克的90毫米火炮无法对抗T-62坦克的115毫米火炮。伊拉克人因此控制了哈米迪耶，然后是博佐格。
英国政府在战争期间向伊朗（和伊拉克）提供了有限的蝎式零件：
在军事问题上，英国政府制定了两条严格的规定：战前签订的合同将得到履行，但禁止出售可能显著增强双方军事能力的装备。英国政府对这些规定进行了宽松的解释，英国政府向伊朗人和伊拉克人提供了酋长和蝎式坦克的发动机和备件，这将使前者能够维护沙阿时期购买的坦克，而后者则可以修理从伊朗军队缴获的坦克。

## 衍生型

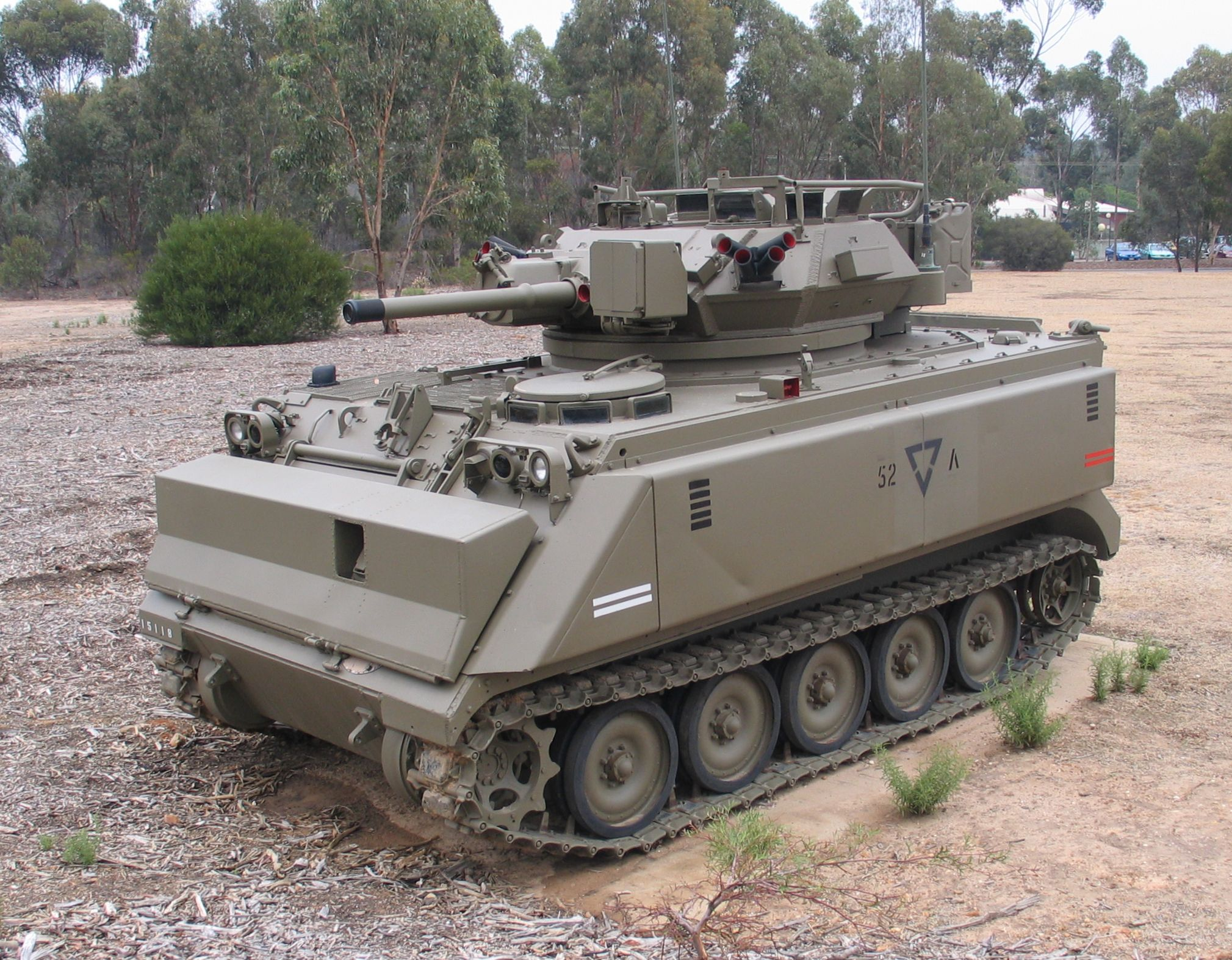
位于普卡普尼亚尔营地的M113 MRV

- 蝎式90：蝎式90或蝎式2是配备长管科克里尔Mk3 M-A1 90毫米炮的版本，专为出口市场设计。[24]
- AVGP美洲狮：蝎式炮塔与食人鱼I底盘相结合，打造出AVGP美洲狮（英语：AVGP）火力支援车，并被加拿大武装部队使用。
- 军刀：蝎式已从英国陆军退役，翻新的车体已与FV721狐式CVR(W)轮式侦察车多余的炮塔组合，形成复合车辆——军刀侦察车。[25]
- Salamander：作为OPFOR的一部分，少量经过改装的蝎式正在加拿大萨菲尔德的英国萨菲尔德陆军训练部队（英语：British Army Training Unit Suffield）使用。主武器管更换为假炮后，它们代表了装备125毫米火炮的T-80坦克。

仅配备炮塔
- M113A1 MRV（英语：M113 armoured personnel carriers in Australian service）

20世纪60年代末，根据越南战争的经验，澳大利亚陆军意识到需要一种满足两种需求的履带式火力支援和侦察车。
现有M113 APC配备萨拉丁（不是蝎式）炮塔并配备76毫米M1火炮的实验取得了成功。该车作为M113A1 FSV（火力支援车）投入使用。
随后出现的一款非常相似的车辆，将蝎式的炮塔安装到M113上，也被称为FSV。（ADF对蝎式战车零部件的唯一一次再使用即是对炮塔的再利用。）1976年开始服役，后来被重新命名为M113A1 MRV（Medium Reconnaissance Vehicle，中型侦察车）。它的开发也打消了购买全新专用车辆（例如英国CVR(T)或M2/M3布拉德利的衍生型）的兴趣。所有这些车辆均于1996年退役。

## 用户

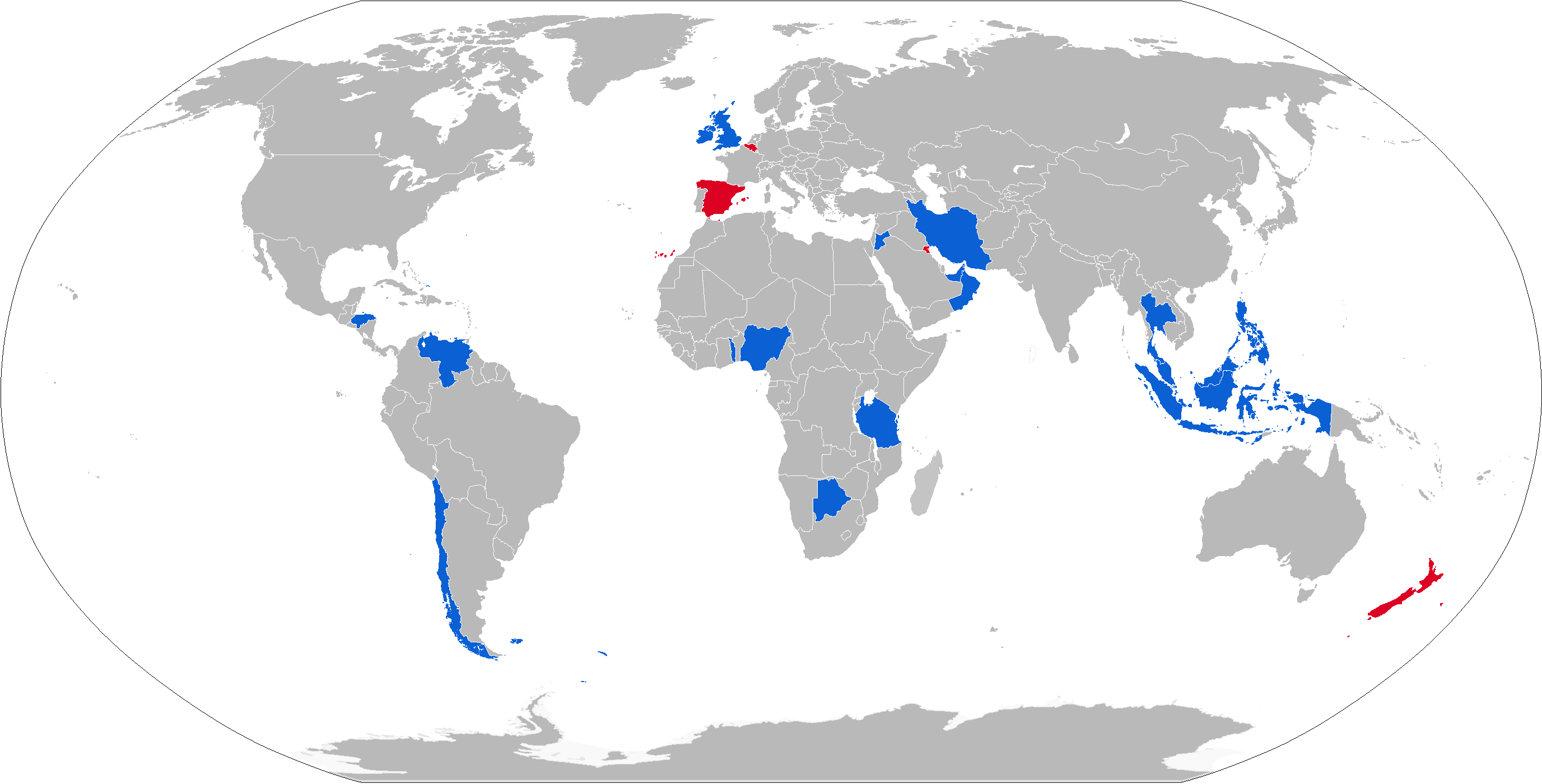
使用FV101的国家在地图上显示为蓝色，曾经的使用国显示为红色

### 当前用户

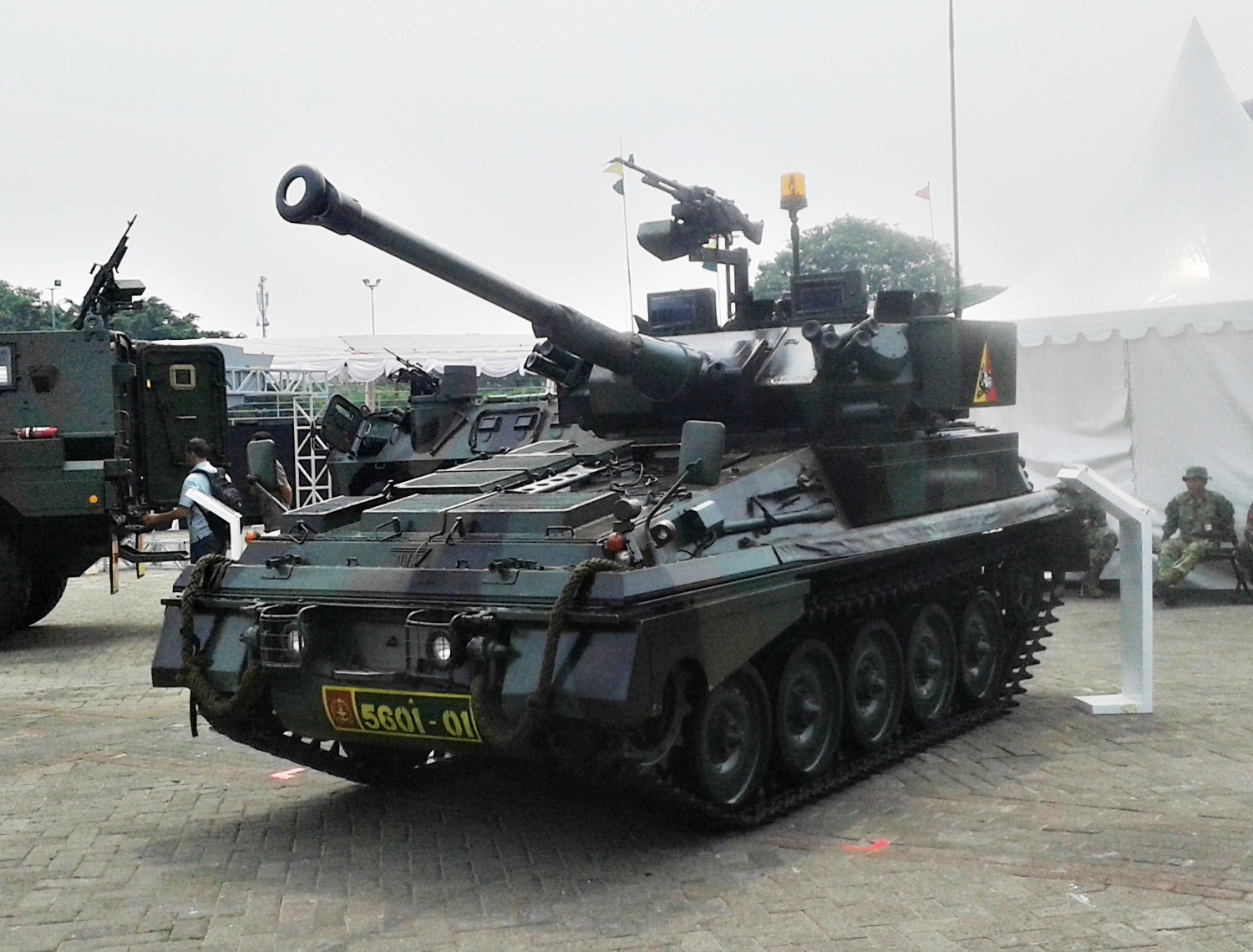
2014年的IIMS上的印度尼西亚陆军蝎式90

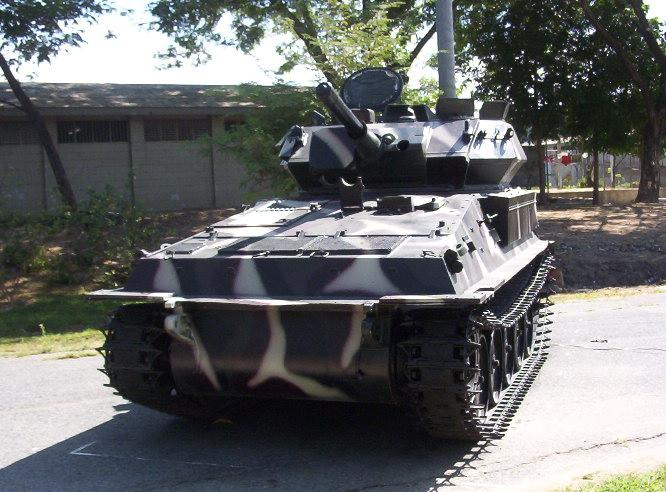
菲律宾陆军的FV101蝎式

- ：25辆。[27]从比利时购买的二手货，并按博茨瓦纳要求改装了柴油发动机。[28]
- ：16辆
- 智利：27辆；目前有15辆在智利海军陆战队（英语：Chilean Marine Corps）服役。已重新配备柴油发动机。
- ：19辆
- 伊朗：1978年，伊朗与阿尔维斯签订了供应250辆车的合同，此后不久又追加了110辆蝎式的订单，战车参与了两伊战争。到1997年，伊朗军队大约拥有80辆车处于正常工作状态。[28]
- 印度尼西亞：90辆
- 约旦：26辆。[來源請求]
- 奈及利亞：150辆。1983年，33辆车被选中升级为改进型90毫米科克里尔Mk III火炮，取代原来的76毫米炮。这些车还配备了比利时生产的OIP-5火控系统。[28]
- 阿曼：120辆。蝎式轻型坦克取代了萨拉丁装甲车。交付分几个阶段进行，包括FV105苏尔坦（英语：FV105 Sultan）、FV105斯巴达（英语：FV103 Spartan）和FV106萨姆森（英语：FV106 Samson）以及基于风暴者（英语：Alvis Stormer）底盘建造的指挥车，这些车将与阿曼的酋长主战坦克一起服役。阿曼的战车配备了燃料罐的外部安装点和特殊的挡泥板，旨在抑制行驶过程中扬起的灰尘。NBC过滤系统和加热器被拆除并更换为空调系统，并且战车安装了指示发动机过热的警报器。车体底部还用20毫米厚的钢板加固，以提高防雷能力。[28]
- 菲律賓：
  - 菲律宾陆军：最初的41辆已交付，目前有7辆现役并分配给装甲“潘巴托”师（英语：Armor "Pambato" Division），[29]被萨布拉轻型坦克（英语：Sabrah light tank）取代。[30][31]
  - 菲律宾总统安全卫队 - 4辆[32]
- 泰國：100辆[33]
- 坦桑尼亚：40辆
- 多哥：12辆。包括一辆FV106萨姆森（英语：FV106 Samson）、一辆FV104撒玛利亚（英语：FV104 Samaritan）和一辆FV105苏尔坦（英语：FV105 Sultan）。
- 阿联酋：76辆，其中一些装备了酋长坦克的皮尔金顿光电TLS（坦克激光瞄准器）。
- 委內瑞拉：78辆蝎式90，四到六辆FV104撒玛利亚、两辆FV105苏尔坦和四辆FV106萨姆森。[3]这些车订购于1988年，合同价值85,000,000美元，其中规定使用柴油发动机；1992年实现交付。

### 曾经的用户
- 比利时。研究表明轻型坦克最适合该国的地形，以此为依据，比利时1971年订购701辆（总数包括CVR(T)的所有七个型号），成为继英国陆军之后第二个采用蝎式的国家。首批交付于1973年2月开始，车辆由英国提供的拆卸套件在梅赫伦组装而成。该订单于1980年完成。1981年至1983年间，蝎式和弯刀型号均进行了升级，增加了附加装甲模块的安装点、机载装甲修理套件以及其他一些小的改进，以提高车组人员的舒适度和改进人体工学。1994年，36辆蝎式被出售给博茨瓦纳。[28]
- 伊拉克：两伊战争期间从伊朗捕获的数量有限[34]
- 爱尔兰：14辆。[35]
- 科威特
- 马来西亚：1981年从威格曼（英语：Wegmann & Co.）购买了26辆配备烟雾弹发射器的蝎式90，此外还购买了25辆风暴者（其中12辆装备了配备20毫米火炮和7.62毫米同轴机枪的Helio FVT900炮塔，还有13辆装备了蒂森-亨舍尔（英语：Thyssen-Henschel）TH-1炮塔配备两挺7.62毫米机枪）。[36][28]
- 新西兰：26辆（英语：Tanks of New Zealand）1982至1983年间订购；这些车缺乏核生化防护、夜视瞄准具，也没有安装漂浮筛的设施。发动机升级为燃油电喷和美国制造的收音机。20世纪80年代下半叶，新西兰选择使用这些炮塔来升级他们的M113装甲运兵车。[28]曾与亚历山德拉女王的骑兵步枪队（英语：Queen Alexandra's Mounted Rifles）以及其他部队一起服役。
- 西班牙：2009年之前有17辆在西班牙海军的海军陆战队服役。后来卖给了智利。截至2011年，有几辆被当做模型静态展示。
- 英国：总共订购1500辆。1994年退出现役。曾服役于英国皇家空军地面团第1、2、15、34、（英语：No. 34 Squadron RAF Regiment）51、58中队和英国陆军皇家装甲兵团装甲侦察部队，如第15/19国王皇家骠骑兵团（英语：15th/19th The King's Royal Hussars）。[37]

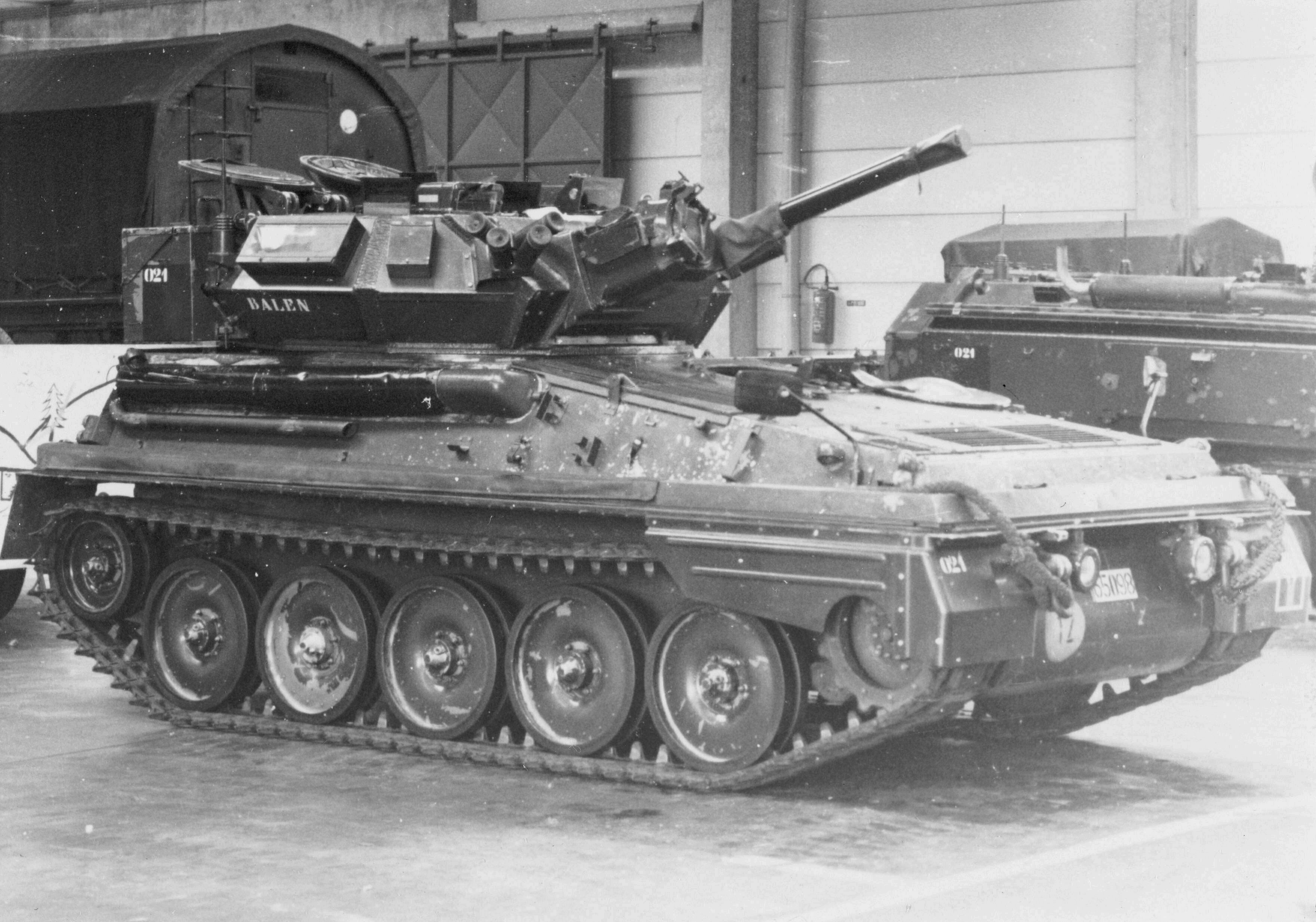
比利时的蝎式
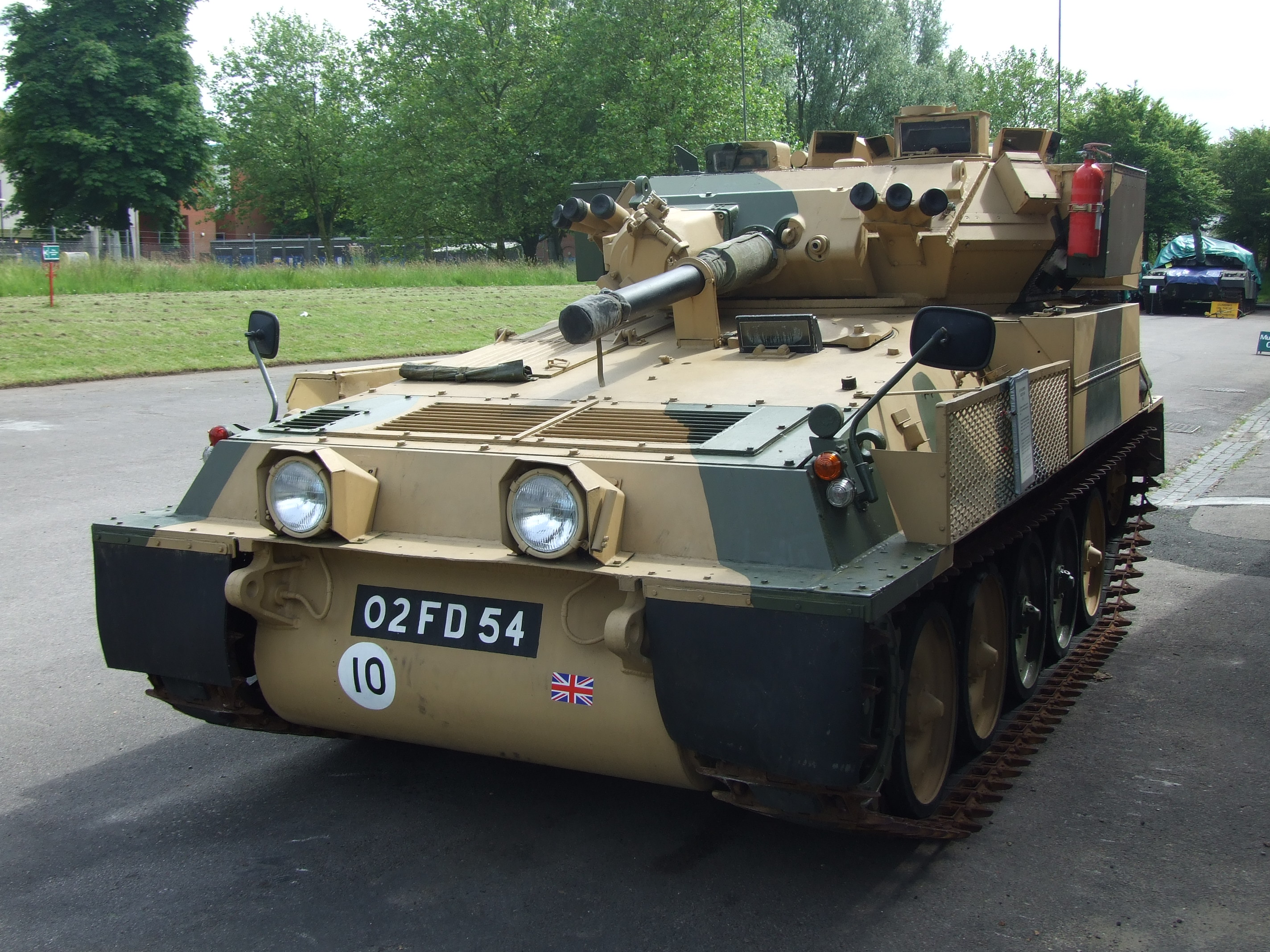
奥尔德肖特军事博物馆（英语：Aldershot Military Museum）的蝎式

## 引用

### 引文
1. 1 2 3 4  Razoux (2015).
2. ↑  Staff Writer, , Military Factory,   [2021-10-10], （原始内容存档于2024-02-29）
3. 1 2 3 4 5 6 7 8 9 10 11 12 13 14 15 16  . 简氏信息集团.   [2009-01-11]. （原始内容存档于2008-02-21）.
4. ↑  .   [2024-04-14]. （原始内容存档于2019-07-14）.
5. ↑  . HistoryNet. 2015-02-25  [2018-03-17]. （原始内容存档于2021-02-26）.
6. ↑  . Guinnessworldrecords.com. 2002-03-26  [2014-05-31]. （原始内容存档于2016-12-07）.
7. ↑  Foss & Sarson (1995)，第9頁.
8. 1 2  Foss & Sarson (1995)，第10頁.
9. ↑  Foss & Sarson (1995)，第4頁.
10. ↑  Foss & Sarson, p. 14
11. 1 2  . The Tank Museum.   [2021-02-19]. （原始内容存档于2023-12-22） –YouTube.
12. ↑  Chant, Christopher. . 1987-01  [2014-05-31]. ISBN 9780710207203.
13. ↑  Foss & Sarson (1995)，第12頁.
14. ↑  Thailand Army Weapon Systems Handbook.
15. ↑  . militaryfactory.com. Military Factory.   [2024-04-14]. （原始内容存档于2021-03-08）.
16. ↑  Bocquelet, David. . tanks-encyclopedia.com. Tank Encyclopedia.   [2024-04-14]. （原始内容存档于2019-09-07）.
17. ↑  . fas.org. 美国科学家联盟.   [2024-04-14]. （原始内容存档于2021-06-21）.
18. ↑  . armyrecognition.com. Army Recognition.   [2024-04-14]. （原始内容存档于2023-10-31）.
19. ↑  . military-today.com. Military Today.   [2024-04-14]. （原始内容存档于2023-10-31）.
20. ↑  Cooke, Gary W. . inetres.com. Inetres.   [2024-04-14]. （原始内容存档于2023-03-12）.
21. ↑  Foss & Sarson (1995)，第11頁.
22. ↑  Foss & Sarson (1995)，第21頁.
23. ↑  Foss & Sarson (1995)，第41–44頁.
24. ↑  Foss & Sarson (1995)，第37頁.
25. ↑  Foss & Sarson (1995)，第34頁.
26. ↑  .   [2016-02-20]. （原始内容存档于2016-05-02）.
27. ↑  International Institute for Strategic Studies. . 2021: 451. ISBN 9781032012278.
28. 1 2 3 4 5 6 7  Pietrzak, Wiesław B. . Wojskowy Przegląd Techniczny i Logistyczny (华沙: Czasopisma Wojskowe). 2002-11~12: 40 （波兰语）.
29. ↑  . 斯德哥尔摩国际和平研究所. 2011-06-17  [2011-06-21]. （原始内容存档于2010-04-14）.
30. ↑  Dominguez, Gabriel; Cranny-Evans, Samuel. . www.janes.com. 2021-01-26  [2021-06-29]. （原始内容存档于2023-10-31）.
31. ↑  . www.armyrecognition.com. 2020-10-25  [2021-06-29]. （原始内容存档于2021-11-24）.
32. ↑  .   [2024-04-14]. （原始内容存档于2024-03-12）.
33. ↑  . 曼谷邮报.   [2024-04-14]. （原始内容存档于2023-11-03）.
34. ↑  . 互联网档案馆.   [2018-07-17].
35. ↑  Mark Nash. . Tank Encyclopedia. 2018-06-07  [2019-04-03]. （原始内容存档于2023-12-09）.
36. ↑  .   [2024-04-14]. （原始内容存档于2021-10-19）.
37. ↑  Isby & Kamps 1985，第285-7頁.

### 引用的参考文献
- Foss, Christopher F.; Sarson, Peter. . Osprey Publishing. 1995. ISBN 1-85532-390-7.
- Isby, David C.; Kamps, Charles Jr. . 简氏信息集团. 1985. ISBN 0-7106-0341-X.
- Razoux, Pierre. . Harvard University Press. 2015. ISBN 9780674088634.

| 论 编 | 二戰後歐洲裝甲戰鬥車輛 |